# 3679 Condruses
3679 Condruses eller 1984 DT är en asteroid i huvudbältet som upptäcktes den 24 februari 1984 av den belgiske astronomen Henri Debehogne vid La Silla-observatoriet. Den är uppkallad efter folkgruppen Condruzes.
Asteroiden har en diameter på ungefär 5 kilometer och den tillhör asteroidgruppen Flora.